# Masters de Madrid 2017

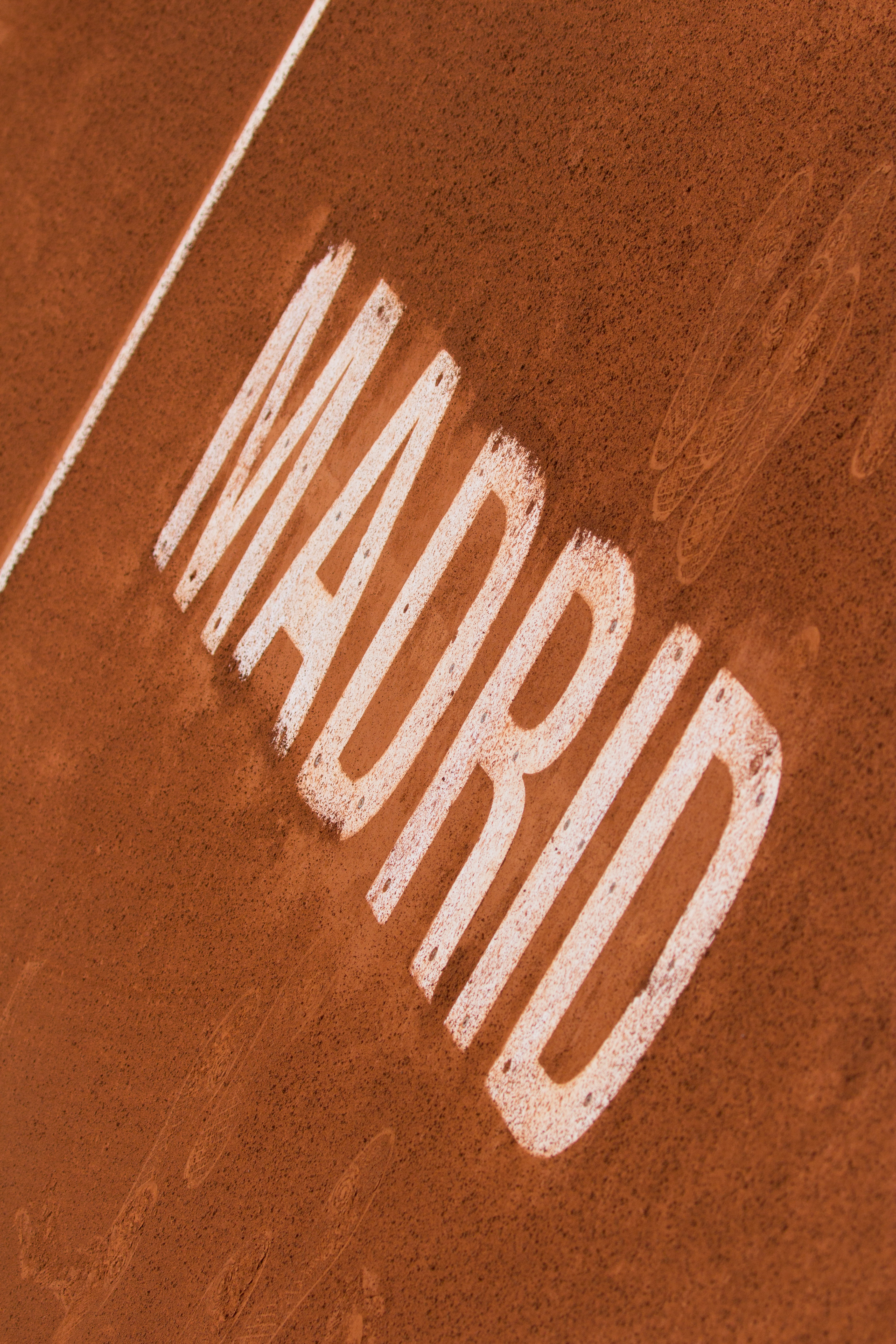
Madrid sobre la arcilla.

El Mutua Madrid Open 2017 fue un torneo de tenis ATP World Tour Masters 1000 en su rama masculina y WTA Premier Mandatory en la femenina. Se disputó en la Caja Mágica de Madrid (España), siendo junto el Masters de Roma las grandes citas en canchas de tierra batida previas al segundo Grand Slam del año, el Torneo de Roland Garros.

## Puntos y premios en efectivo

### Distribución de puntos
| Evento                  | G    | F   | SF  | CF  | Ronda de 16 | Ronda de 32 | Ronda de 64 | Q  | Q2 | Q1 |
| Individuales masculinos | 1000 | 600 | 360 | 180 | 90          | 45          | 10          | 25 | 16 | 0  |
| Dobles masculinos       | 1000 | 600 | 360 | 180 | 90          | 0           | —           | —  | —  | —  |
| Individuales femeninos  | 1000 | 650 | 390 | 215 | 120         | 65          | 10          | 30 | 20 | 2  |
| Dobles femeninos        | 1000 | 650 | 390 | 215 | 120         | 10          | —           | —  | —  | —  |

### Premios en efectivo
| Evento                  | G           | F         | SF        | CF        | Ronda de 16 | Ronda de 32 | Ronda de 64 | Q2      | Q1      |
| Individuales masculinos | € 1 043 680 | € 511 740 | € 257 555 | € 130 965 | € 68 010    | € 35 855    | € 19 360    | € 4460  | € 2270  |
| Individuales femeninos  | € 1 043 680 | € 511 740 | € 257 555 | € 130 965 | € 68 010    | € 32 260    | € 15 146    | € 4 166 | € 2 022 |
| Dobles masculinos       | € 323 200   | € 158 240 | € 79 360  | € 40 740  | € 21 060    | € 0         | —           | —       | —       |
| Dobles femeninos        | € 323 200   | € 158 240 | € 79 360  | € 40 740  | € 20 606    | € 10 610    | —           | —       | —       |

## Cabeza de serie

### Individual masculino
Los cabezas de serie están establecidos al ranking del 1 de mayo. 
| N.º | Rk. | Jugador            | Puntos antes | Puntos que defender | Puntos ganados | Puntos después | Actuación en el Torneo                                         |
| --- | --- | ------------------ | ------------ | ------------------- | -------------- | -------------- | -------------------------------------------------------------- |
| 1   | 1   | Andy Murray        | 11 870       | 600                 | 90             | 11 360         | Tercera ronda, perdió ante Borna Ćorić [LL]                    |
| 2   | 2   | Novak Djokovic     | 8085         | 1000                | 360            | 7445           | Semifinales, perdió ante Rafael Nadal [4]                      |
| 3   | 4   | Stan Wawrinka      | 5695         | 10                  | 10*            | 5695           | Segunda ronda, perdió ante Benoît Paire                        |
| 4   | 5   | Rafael Nadal       | 4735         | 360                 | 1000           | 5375           | Campeón, venció a Dominic Thiem [8]                            |
| 5   | 6   | Milos Raonic       | 4165         | 180                 | 90             | 4075           | Tercera ronda, perdió ante David Goffin [9]                    |
| 6   | 7   | Kei Nishikori      | 4010         | 360                 | 180            | 3830           | Cuartos de final, no se presentó (w/o) ante Novak Djokovic [2] |
| 7   | 8   | Marin Čilić        | 3565         | 0                   | 10*            | 3575           | Segunda ronda, perdió ante Alexander Zverev                    |
| 8   | 9   | Dominic Thiem      | 3535         | 10                  | 600            | 4125           | Final, perdió ante Rafael Nadal [4]                            |
| 9   | 10  | David Goffin       | 2975         | 10                  | 180            | 3145           | Cuartos de final, perdió ante Rafael Nadal [4]                 |
| 10  | 11  | Jo-Wilfried Tsonga | 2915         | 90                  | 45             | 2870           | Segunda ronda, no se presentó (w/o) ante David Ferrer          |
| 11  | 12  | Tomáš Berdych      | 2870         | 180                 | 90             | 2780           | Tercera ronda, perdió ante Alexander Zverev                    |
| 12  | 13  | Grigor Dimitrov    | 2820         | 10                  | 90             | 2900           | Tercera ronda, perdió ante Dominic Thiem [8]                   |
| 13  | 14  | Lucas Pouille      | 2746         | 70                  | 10             | 2686           | Primera ronda, perdió ante Pierre-Hugues Herbert [Q]           |
| 14  | 15  | Jack Sock          | 2450         | 90                  | 10             | 2370           | Primera ronda, perdió ante Nicolas Mahut                       |
| 15  | 16  | Gaël Monfils       | 2410         | 45                  | 10             | 2375           | Primera ronda, perdió ante Gilles Simon                        |
| 16  | 17  | Nick Kyrgios       | 2335         | 180                 | 90             | 2245           | Tercera ronda, perdió ante Rafael Nadal [4]                    |

* Como los 8 primeros cabezas de serie tenían una exención (bye en inglés) que les permitió comenzar el torneo en segunda ronda, en aplicación de las normas ATP quienes pierdan su primer partido sumarán los puntos correspondientes a los que jugaron y perdieron en primera ronda.

### Dobles masculino
| Tenistas                            | Ranking | Preclasificado |
| Pierre-Hugues Herbert Nicolas Mahut | 7       | 1              |
| Jamie Murray Bruno Soares           | 15      | 2              |
| Łukasz Kubot Marcelo Melo           | 15      | 3              |
| Raven Klaasen Rajeev Ram            | 23      | 4              |
| Ivan Dodig Marcel Granollers        | 27      | 5              |
| Feliciano López Marc López          | 29      | 6              |
| Jean-Julien Rojer Horia Tecău       | 34      | 7              |
| Rohan Bopanna Pablo Cuevas          | 43      | 8              |

### Individual femenino
Las cabezas de serie están establecidos al ranking del 1 de mayo. 
| N.º | Rk. | Jugadora                  | Puntos antes | Puntos que defender | Puntos ganados | Puntos después | Actuación en el torneo                            |
| --- | --- | ------------------------- | ------------ | ------------------- | -------------- | -------------- | ------------------------------------------------- |
| 1   | 2   | Angelique Kerber          | 6925         | 10                  | 120            | 7035           | Tercera ronda, se retiró ante Eugénie Bouchard    |
| 2   | 3   | Karolína Plíšková         | 6010         | 65                  | 65             | 6010           | Segunda ronda, perdió ante Anastasija Sevastova   |
| 3   | 4   | Simona Halep              | 5206         | 1000                | 1000           | 5206           | Campeona, venció a Kristina Mladenovic [14]       |
| 4   | 5   | Dominika Cibulková        | 5065         | 650                 | 65             | 4480           | Segunda ronda, perdió ante Océane Dodin [Q]       |
| 5   | 6   | Garbiñe Muguruza          | 4691         | 65                  | 10             | 4636           | Primera ronda, perdió ante Timea Bacsinszky       |
| 6   | 7   | Johanna Konta             | 4330         | 10                  | 10             | 4330           | Primera ronda, perdió ante Laura Siegemund        |
| 7   | 8   | Agnieszka Radwańska       | 4205         | 10                  | 0              | 4195           | Baja                                              |
| 8   | 9   | Svetlana Kuznetsova       | 4015         | 10                  | 390            | 4395           | Semifinales, perdió ante Kristina Mladenovic [14] |
| 9   | 10  | Madison Keys              | 3857         | 120                 | 10             | 3747           | Primera ronda, perdió ante Misaki Doi             |
| 10  | 11  | Caroline Wozniacki        | 3850         | 0                   | 65             | 3915           | Segunda ronda, perdió ante Carla Suárez           |
| 11  | 12  | Elina Svitolina           | 3835         | 65                  | 10             | 3780           | Primera ronda, perdió ante Saisai Zheng [Q]       |
| 12  | 14  | Yelena Vesniná            | 2960         | 65                  | 10             | 2905           | Primera ronda, perdió ante Irina-Camelia Begu     |
| 13  | 16  | Anastasiya Pavliuchenkova | 2475         | 120                 | 10             | 2365           | Primera ronda, perdió ante Sorana Cîrstea [WC]    |
| 14  | 17  | Kristina Mladenovic       | 2325         | 10                  | 650            | 2965           | Final, perdió ante Simona Halep [3]               |
| 15  | 18  | Barbora Strýcová          | 2130         | 65                  | 65             | 2130           | Segunda ronda, perdió ante Lara Arruabarrena [WC] |
| 16  | 19  | Samantha Stosur           | 2000         | 390                 | 120            | 1730           | Tercera ronda, perdió ante Simona Halep [3]       |
| 17  | 20  | Mirjana Lučić-Baroni      | 1924         | 95                  | 10             | 1839           | Primera ronda, perdió ante María Sharápova [WC]   |

### Dobles femenino
| Tenista                              | Ranking | Preclasificada |
| Bethanie Mattek-Sands Lucie Šafářová | 3       | 1              |
| Yekaterina Makárova Yelena Vesniná   | 6       | 2              |
| Chan Yung-jan Martina Hingis         | 19      | 3              |
| Sania Mirza Yaroslava Shvédova       | 20      | 4              |
| Tímea Babos Andrea Hlaváčková        | 23      | 5              |
| Lucie Hradecká Kateřina Siniaková    | 34      | 6              |
| Julia Görges Barbora Strýcová        | 36      | 7              |
| Abigail Spears Katarina Srebotnik    | 40      | 8              |

## Campeones

### Individuales masculino
Rafael Nadal venció a  Dominic Thiem por 7-6(8), 6-4

### Individuales femenino
Simona Halep venció a  Kristina Mladenovic por 7-5, 6-7(5), 6-2

### Dobles masculino
Łukasz Kubot /  Marcelo Melo vencieron a  Nicolas Mahut /  Édouard Roger-Vasselin por 7-5, 6-3

### Dobles femenino
Yung-Jan Chan /  Martina Hingis vencieron a  Tímea Babos /  Andrea Hlaváčková por 6-4, 6-3

## Cobertura Mediática
- Brasil: SporTV
- España (País de origen): Televisión Española (Teledeporte y La 1)
- Estados Unidos: Tennis Channel y ESPN
- Latinoamérica: ESPN y Sony